# Liste des vicaires apostoliques de Nouvelle-Zélande
Liste des vicaires apostoliques de Nouvelle-Zélande
(Apostolicus Vicariatus Nova Zelandia)
Le vicariat apostolique de Nouvelle-Zélande est créé en 1842, par détachement de celui d'Océanie Occidentale.
Il est supprimé le 20 juin 1848 à la suite de la création sur son territoire des diocèses d'Auckland et de Wellington.

## Est vicaire apostolique
- 1842-20 juin 1848 : Jean-Baptiste Pompallier (Jean-Baptiste François Pompallier), qui devient en 1848 le premier évêque d'Auckland.

## Sources
- L'Annuaire Pontifical, sur le site http://www.catholic-hierarchy.org, à la page